# Wneschekonombank

Logo

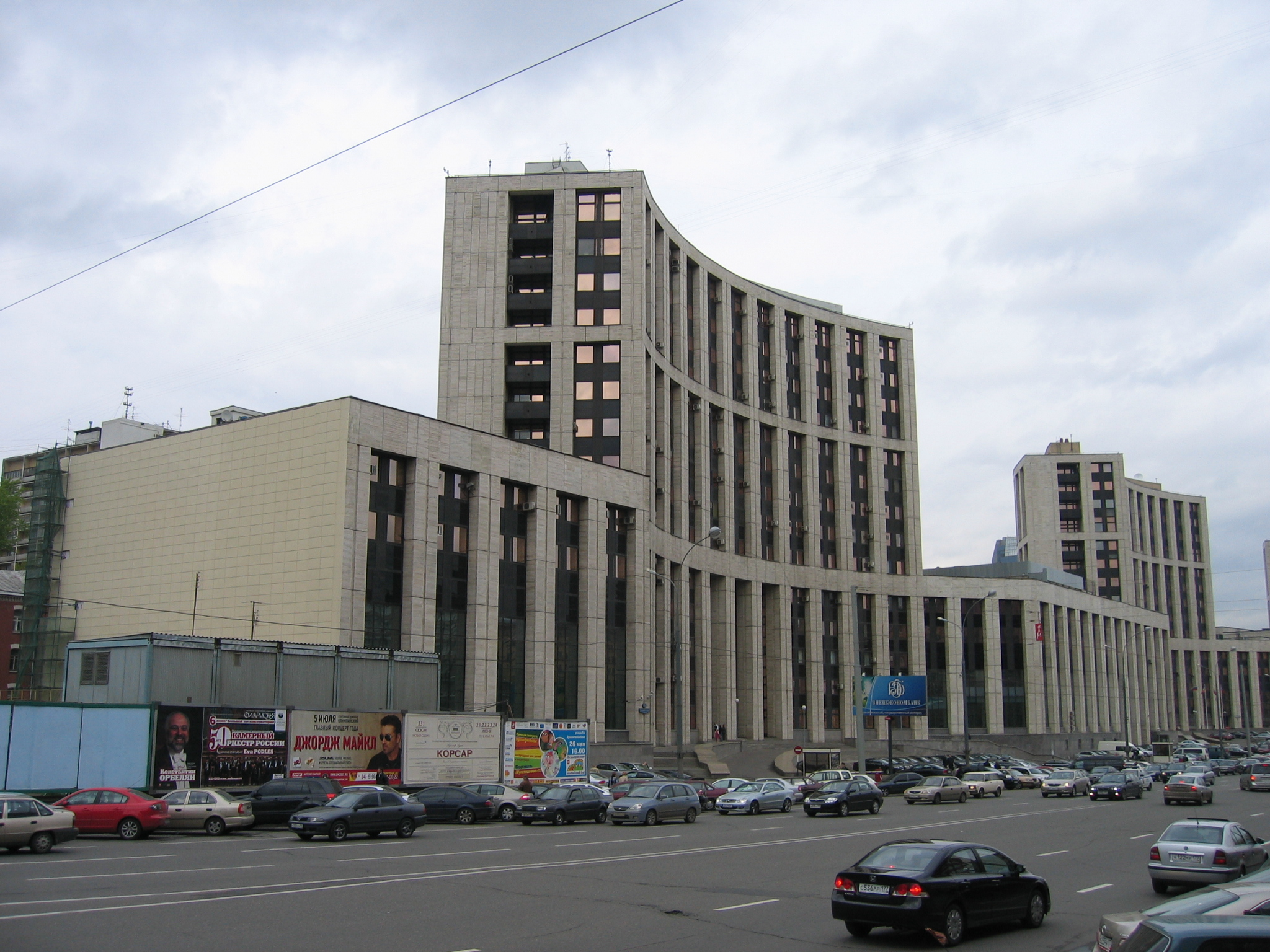
Das zentrale Verwaltungsgebäude der Wneschekonombank in Moskau

Wneschekonombank (russisch Внешэкономба́нк, zu Deutsch Bank für Außenwirtschaft, Abkürzung WEB oder VEB) ist ein staatliches russisches Kreditinstitut. Die Aktivitäten der Bank erstrecken sich im Wesentlichen auf die Verwaltung der Auslandsschulden der Russischen Föderation sowie der Mittel der russischen staatlichen Rentenversicherungsanstalt. Darüber hinaus fördert die Wneschekonombank die internationale Wettbewerbsfähigkeit der russischen Wirtschaft unter anderem durch Exportrisikoversicherungen.
Nicht zu verwechseln ist die Wneschekonombank mit der Wneschtorgbank (zu Deutsch „Außenhandelsbank“, heute als VTB bekannt).

## Geschichte
Das Unternehmen wurde am 18. August 1922 als Russische Geschäftsbank (Российский коммерческий банк) gegründet. Am 7. April 1924 erfolgte die Umwandlung in die „Außenhandelsbank der UdSSR“. 1988 erhielt sie den Namen Bank für außenwirtschaftliche Tätigkeit der UdSSR (Банк внешнеэкономической деятельности СССР). Nach dem Zerfall der Sowjetunion wurden ihr teilweise neue Aufgaben zugewiesen. 2007 erfolgte die Umbenennung in Bank für Entwicklung und außenwirtschaftliche Tätigkeit (Банк развития и внешнеэкономической деятельности). Bis heute gehört die Wneschekonombank zu 100 Prozent dem russischen Staat.
Der Wneschekonombank gehört der russische Fußballverein PFK ZSKA Moskau.

## Geschäftsbereiche
Die Wneschekonombank verwaltet heute die Auslandsschulden der Russischen Föderation sowie die Mittel der russischen staatlichen Rentenversicherungsanstalt.
Darüber hinaus fördert die Wneschekonombank mit Krediten und Kreditsicherheiten die Diversifizierung und internationale Wettbewerbsfähigkeit der russischen Wirtschaft, insbesondere von kleinen und mittleren Unternehmen. Die Wneschekonombank ist damit das russische Pendant zur deutschen Kreditanstalt für Wiederaufbau (KfW).
Zu diesem Zweck führt die Wneschekonombank weltweit neun Foreign Branch Offices: In der Schweiz, in Deutschland, Frankreich, Italien, Großbritannien, in den USA, China, Indien und Südafrika.

## Konzernleitung und Aufsichtsrat
Vorstandsvorsitzender der Wneschekonombank war seit 2004 Wladimir Alexandrowitsch Dmitrijew, seit 2016 Sergei Nikolajewitsch Gorkow. Im Mai 2018 übernahm Igor Schuwalow diesen Posten. Den Aufsichtsrat leitet der russische Ministerpräsident Dmitri Medwedew.

## Aktuelle Tätigkeit und Kennzahlen
Am 27. Dezember 2007 teilte die VTB mit, dass sie ihren Anteil von 5,02 % am europäischen Luftfahrtkonzern EADS an die Wneschekonombank verkauft habe. Nach russischen Presseberichten hält diese den Anteil für die staatliche Holding der Flugzeugbauindustrie OAK.
Im Jahre 2005 betrug der Reingewinn der Wneschekonombank umgerechnet rund 170 Mio. Euro, das Eigenkapital belief sich auf 480 Mio. Euro. 2008 schrieb die Bank Verluste, darunter 46 Milliarden Rubel allein für Oktober. Im Dezember 2015 kam sie erneut in Schwierigkeiten, die mit dem Verfall des Ölpreises und der Schwäche des russischen Rubels in Verbindung stehen.
2014 setzte die Obama-Regierung die Bank auf die Specially Designated Nationals and Blocked Persons als Reaktion auf die russische Invasion der Krim; 2019 vergab die VEB John Sweeney einen mit monatlich 62.500 US$ dotierten Berater-Vertrag.

## US-Sanktionen
Am 24. Februar 2022 setzte die Regierung der Vereinigten Staaten wegen des Ukrainekrieges die WEB auf die Sanktionsliste.